# Георге Гика
Георге Гика (на румънски: Gheorghe Ghika) е войвода на Молдова (1658 – 1659) и на Влашко (1659 – 1660). Основател на рода Гика.

## Биография
Георге Гика е роден около 1600 година във Велес в семейство с албански корени. Като млад помага на баща си в търговските му дела, впоследствие семейството се изселва в Молдова. Натрупвайки солидно състояние, Гика е приет сред заможните кръгове и дори е изпратен като посланик при Високата порта в Цариград, където се сближава с великия везир Кьопрюлю Мехмед паша.
През март 1658 година с помощта на своите влиятелни приятели в Османската империя Гика е назначен за войвода на Молдова на мястото на отстранения Георги Стефан. Идвайки на власт, Гика сключва съюз с трансилванския княз Дьорд II Ракоци. Това не му помага да се справи обаче с Константин Щербан Басараб, който загубил управлението във Влашко, се прехвърля в Молдова и успява да овладее там властта, изгонвайки Гика. За да отстрани съперника си, Гика на свой ред наема кримските татари и си връща властта.
През декември 1659 година турците разгромяват с помощта на наемна татарска войска разбунтувалия се влашки княз Михня III, който потърсва спасение в Трансилвания. Високата порта предоставя управлението на Влахия на Георге Гика, но той се задържа във властта само до 1 септември 1660 година, тъй като не успява да намери поддръжка сред болярите. През същия месец Георге отстъпва управлението на сина си Григоре I Гика, който е начело на васалното княжество през следващите четири години до 1664 година.
По време на управлението си Георге Гика премества столицата на Влашко от Търговище в Букурещ.
Умира на 2 ноември 1664 година.